# Segunda reforma agraria

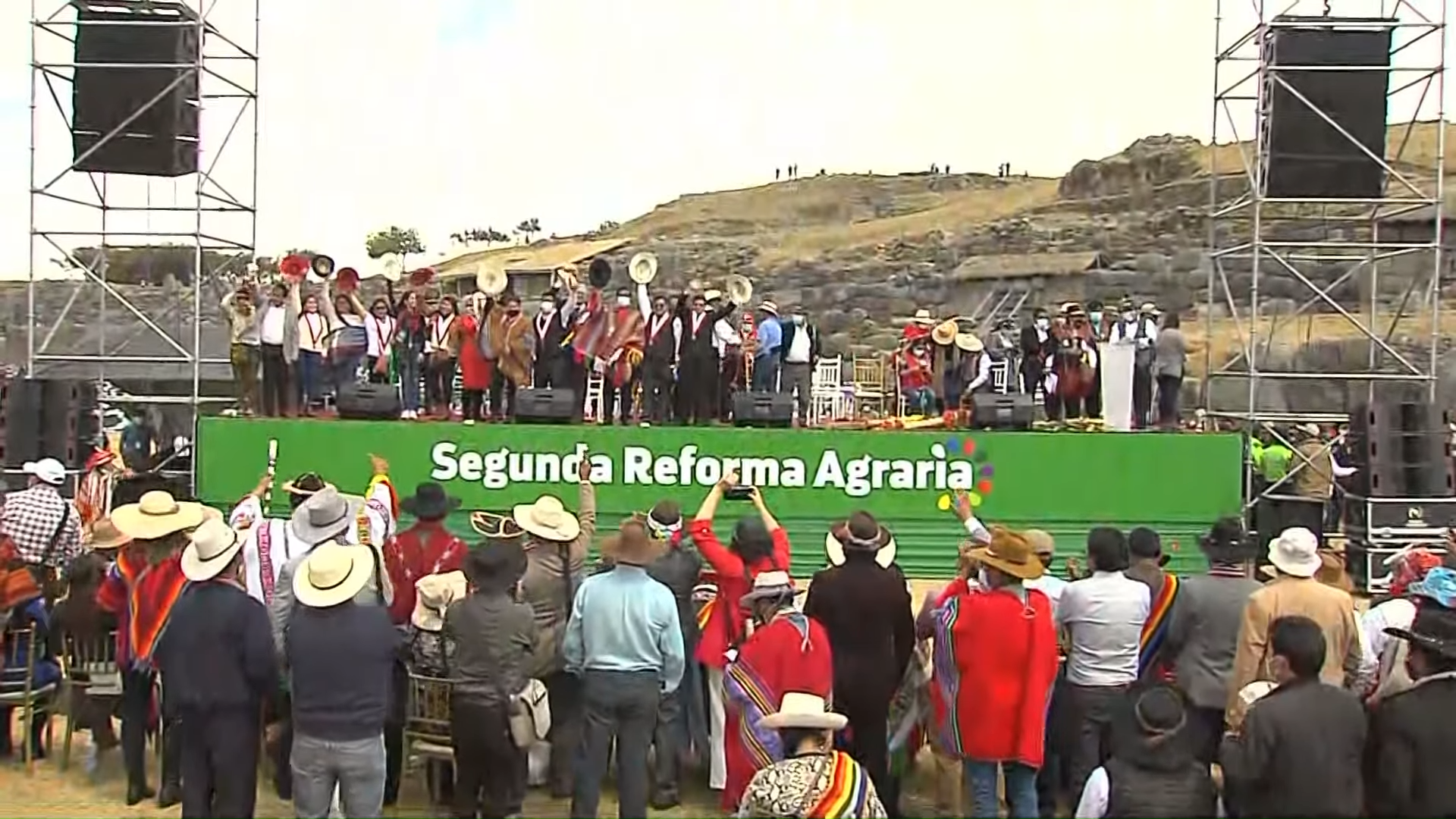
El presidente Pedro Castillo, junto con los titulares de la Presidencia del Consejo de Ministros (PCM), MIDAGRI, ministros de Estado, así como el gobernador regional de Cusco y otras autoridades, lidera el lanzamiento de la II Reforma Agraria. (Cuzco, 3 de octubre de 2021).

La Segunda Reforma Agraria (siglas: SRA) fue un programa gubernamental de carácter agrario diseñado por el Ministerio de Desarrollo Agrario y Riego (MIDAGRI) y promovido por el gobierno de Pedro Castillo, con el que se busca impulsar el desarrollo tecnificado de la agricultura comunera, cooperativa y familiar en el Perú. Fue lanzado el 3 de octubre de 2021 en una ceremonia oficial en la explanada de la Fortaleza de Sacsayhuamán, en Cuzco, por el presidente peruano Pedro Castillo, junto a la vicepresidenta Dina Boluarte, y su gabinete, encabezados por el presidente del Consejo de Ministros, Guido Bellido, y el titular del Midagri, Víctor Maita.
Se denominó "segunda reforma agraria" por haberse concebido como un proceso sucesor y complementario de la reforma agraria realizada a partir de 1969 por el Gobierno Revolucionario de la Fuerza Armada, encabezada por el general Juan Velasco Alvarado.

## Antecedentes
Durante las Cortes de Cádiz, realizadas en el transcurso de la guerra de independencia española tras la invasión napoleónica, se planteó la necesidad de la distribución de la tierra, en especial entre los pueblos indígenas, siendo aprobada la disposición. Luego de la independencia del Perú, se originó el fenómeno del gamonalismo, personas sin casta colonial que expandieron sus terrenos a costa de expropiar de manera violenta a las comunidades indígenas. Este fenómeno se dio hasta el año 1969. 
Ya para principios del siglo XX se planteó la necesidad de una transformación en la propiedad de la tierra. Durante el gobierno del general Manuel Odría se promulgó un decreto que declara la capacidad del estado de expropiar las tierras que no fueran trabajadas y durante el gobierno de Manuel Prado se formó la «Comisión de Reforma Agraria y Vivienda». En el año 1963, tras el golpe de Estado de 1962, el gobierno de los generales Ricardo Pérez Godoy y Nicolás Lindley López promulgó la «Ley de bases para la Reforma Agraria». Durante el primer gobierno de Fernando Belaúnde se promulgó una «Ley de Reforma Agraria», que tuvo como característica principal la de exceptuar a los complejos agroindustriales azucareros y en general a la gran propiedad. Belaúnde, como signatario de la «Carta de Punta del Este», se había comprometido a impulsar la reforma agraria. Tras el golpe de Estado de 1968, se puso en marcha la «primera reforma agraria» como parte del proceso denominado como Gobierno Revolucionario de la Fuerza Armada.
Durante la campaña presidencial del 2021, en el ideario de Perú Libre, partido por el cual postulaba el entonces candidato Pedro Castillo, se presentó una política agraria orientada a la seguridad nacional debido a que «los Estados socialistas son víctimas frecuentes del cerco económico alimentario por las grandes potencias». Tras la alianza de campaña de Perú Libre con Juntos por el Perú se desarrolló un plan consolidado orientado a una «segunda reforma agraria».

## Anuncio
Durante el 15° GORE ejecutivo, realizado en Loreto, el ministro de Desarrollo Agrario y Riego, Víctor Maita, anunció que el 3 de octubre se iba a lanzar la «segunda reforma agraria». Esto se dio luego de la creación del «Grupo de Trabajo Sectorial para el desarrollo del sector agrario y de riego en el marco de la II Reforma Agraria», integrada por funcionarios del sector y líderes de los principales gremios y organizaciones agrarias.
La «segunda reforma agraria» fue anunciada por el presidente Pedro Castillo, tras una reunión previa con agricultores cocaleros, en la Fortaleza de Sacsayhuamán con el recibimiento del gobernador regional del Cusco, Jean Paul Benavente. Castillo anunció que quería dejar en claro que «esta segunda reforma agraria no busca expropiar tierras ni quitar derechos de propiedad de nadie». El anuncio fue recibido con temores debido a que fue dado en el aniversario del golpe de Estado dado por Velasco Alvarado en 1968. El ministro de economía Pedro Francke manifestó en su cuenta de Twitter que la reforma «no es expropiación sino inclusión». Víctor Maita manifestó que la «primera reforma agraria» tuvo como objetivo 3 etapas (entrega de tierras al campesino, capacitación y tecnificación de la agricultura) «pero se frustró la tercera fase. Nosotros queremos retomar ese punto, fortaleciendo la asociatividad, las cooperativas agrarias y la industrialización».

## Medidas proyectadas
Se estableció que los campesinos se convertirían en proveedores del estado. Dirigido a más de 2,2 millones de pequeños productores, el programa, incluido dentro del programa electoral de Pedro Castillo para las elecciones de 2021, está planificado en nueve líneas estratégicas:
- Seguridad alimentaria, asociatividad y cooperativismo
- Infraestructura hidráulica
- Servicio civil agrario - SECIGRA agrario
- Industrialización rural
- Mercados de productores y compras estatales
- Articulación intergubernamental e intersectorial en el territorio
- Repoblamiento ganadero
- Crédito desde un banco de fomento agrario al servicio principalmente de la agricultura familia
- Cumbres regionales

Para ello se creará un Gabinete de desarrollo agrario y rural, presidido por el presidente de la República y contará con los titulares de los ministerios productivos y con representantes de gobiernos regionales y locales,  además se impulsará la creación de un fondo para la mujer rural. Se anunció el ajuste de la franja de precios, el impulso de un programa de compras públicas de alimentos para la agricultura familiar, la instalación de una planta de producción de fertilizantes en base a fosfatos en Bayóvar, Piura, la implementación de un programa de siembra y cosecha de agua y el fomento de una mayor cooperación entre productores, así como la industrialización.

## Implementación
El 7 de marzo del 2022 se anunció que se iba a publicar un decreto que declaraba a la agricultura en emergencia para el inicio de la Segunda Reforma Agraria. Al día siguiente,8, se anunció que se iba a destinar 30 millones de soles de forma exclusiva para las mujeres rurales. El 14 de marzo se anunció la inversión de 1.100 millones de soles por parte del Programa de Compensaciones para la Competitividad (AgroIdeas) que pertenece al Ministerio de Desarrollo Agrario y Riego del Perú.
Debido a la crisis de fertilizantes a nivel global, las importaciones de urea disminuyeron un 58% respecto al promedio de los últimos siete años. En octubre del 2021, se lanzó convocatorias que tuvieron irregularidades. Tras dos procesos, la tercera convocatoria fue adjudicada a la empresa estadounidense Ready Oil Supply LLC, sin embargo, la Contraloría de la República encontró irregularidades por lo que recomendó su descalificación.
En agosto del 2022, se inauguró siete cochas en el distrito puneño de Macari como parte del Fondo Sierra Azul. En el distrito puneño de Nuñoa se edificaron 11 intervenciones de cochas.
Se suscribió un convenio entre Agro Rural y la Empresa Servicios Industriales de la Marina S.A. (SIMA-Perú) para la construcción de una embarcación. La embarcación recibió el nombre de «Pelícano» y fue añadida a la flota de Agro Rural con el objetivo de brindar ayuda humanitaria en caso de desastres naturales.

## Críticas
La «segunda reforma agraria» ha sido objeto de diversas críticas. Se ha señalado que no contempla el ordenamiento territorial y la agroexplotación, además de la falta de detalles con respecto a plazos y montos de inversión. También se ha criticado que expandir la banca de fomento agrario genera altos niveles de morosidad y es un mecanismo de clientelismo, incidiendo, además, en la ausencia de acciones destinadas a la sanidad agropecuaria.
Tras la conferencia realizada el 9 de marzo del 2022 por Óscar Zea, ministro de Desarrollo Agrario y Riego, sectores de izquierda criticaron la inclusión de los agroexportadores en la reforma agraria.

## Nueva Ley de Reforma Agraria
En el año 2024, se presentó el Proyecto de Ley 8924-2024, conocido como la «Nueva Ley de la Reforma Agraria» debido a su enfoque en la transformación del sector agrícola hacia una agricultura moderna. Dicho proyecto era parte de una propuesta que agrupaba los Proyecto de Ley 07149/2023-CR (para fortalecer la competitividad de los pequeños productores agrarios), 2421/2021-CR (sobre la tecnificación e industrialización de la agricultura peruana), 3785/2022-CR, 3954/2022-CR (sobre el fomento de un desarrollo agrario inclusivo, abordando los problemas de desigualdad y falta de acceso a tecnologías modernas en las áreas rurales), 5500/2022-CR, 7149/2023-CR y 8924/2024-CR. El 27 de noviembre de 2024, la comisión agraria, presidida por Eduardo Castillo, de Fuerza Popular, aprobó el dictamen de los proyectos referidos a la agricultura.